# Parafia Najświętszego Serca Jezusowego w Czerniowicach
Parafia Najświętszego Serca Jezusowego w Czerniowicach – parafia rzymskokatolicka terytorialnie i administracyjnie znajdująca się w archidiecezji lwowskiej, w dekanacie Czerniowce. W parafii posługują ojcowie jezuici. Według stanu na marzec 2024 proboszczem parafii był o. Stanisław Smolczewski.